# Mattias Andersson (fotbollsspelare född 1981)
Mattias Christer Andersson, född 7 oktober 1981, är en svensk före detta fotbollsspelare som sedan 2019 är assisterande tränare i Start. 
Under sin spelarkarriär har han spelat för BK Häcken, Myresjö IF, Mjällby AIF, Raufoss IL, Strømsgodset IF, Fredrikstad FK och Odd Grenland.

## Tränarkarriär
I maj 2016 blev Andersson klar som tränare i Fløy. I juni 2017 tog Andersson över som huvudtränare i Arendal. I juli 2018 fick han lämna sin roll som huvudtränare i Arendal. I april 2019 fick Andersson en roll som assisterande tränare i Start.

## Meriter

### Utmärkelser
- Bäste målskytt i Adeccoligaen: 2006[5]
- Kniksenprisen som bäste spelare i Adeccoligaen: 2006[5]
- Niso priset 2006. Framröstad som bästa spelare av de andra spelarna i ligan.

### Fotnoter
1. ↑  ”Mattias Andersson trener Fløy” (på norska). nrk.no. 4 maj 2016. https://www.nrk.no/sorlandet/mattias-andersson-trener-floy-1.12931695. Läst 24 juni 2018.
2. ↑  ”Tørum ferdig i Arendal - Andersson tar over” (på norska). aftenposten.no. 12 juni 2017. https://www.aftenposten.no/100Sport/fotball/Torum-ferdig-i-Arendal---Andersson-tar-over-237162b.html. Läst 24 juni 2018.
3. ↑  ”Andersson ferdig som hovedtrener i Arendal” (på norska). aftenposten.no. 5 juli 2018. https://www.aftenposten.no/sport/fotball/i/g732lk/andersson-ferdig-som-hovedtrener-i-arendal. Läst 14 december 2020.
4. ↑  ”Andersson inn i trenerteamet”. ikstart.no. 10 april 2019. https://www.ikstart.no/nyheter/andersson-inn-i-trenerteamet. Läst 14 december 2020.
5. 1 2  "Årets spiller - Mattias Andersson". Läst 18 juli 2009. (bokmål)